# Церковь Сергия Радонежского (Плавск)
Церковь Сергия Радонежского (Свято-Сергиевская церковь) — православный храм в Плавске на ул. Коммунаров. Относится к памятникам культуры регионального значения. В архитектурном плане заметно выделяется большим диаметром барабана и купола основного объёма.

## История
Деревянный храм Сергия Радонежского упоминается в старинном поселении на территории нынешнего Плавска (Крапивенская слобода) в 1640 году. По имени храма поселение впоследствии стало называться Сергиевским.
После передачи земель в бассейне Плавы князьям Гагариным в центральной части села началось строительство. В 1767 году было получено разрешение на постройку нового храма у входа в усадьбу со стороны торговой площади, на возвышении. К 1774 г. там был выстроен каменный, с деревянными куполами, храм во имя преподобного Сергия. При его освящении были перенесены вся церковная утварь и реликвии, хранившиеся в старом храме, в том числе и антиминс, освящённый ещё в XVII веке. В таком виде храм просуществовал до 1860 году.
В 1860—70-х годы храм перестраивался; реконструкция производилась на средства князя С. С. Гагарина, а также купцов Черёмушкина, Сазонова и средства прихожан. Сначала была переделана западная часть храма: была устроена двухпридельная тёплая трапезная церковь с приделами во имя иконы Казанской Божьей Матери и Святителя Николая. Для новой колокольни купец Б. Ф. Черёмушкин купил за 3,5 тыс. рублей часы в Страсбурге. Были также установлены 4 колокола (внутренний колокол в нижней части был диаметром 2м 40см), снятые осенью 1941 года перед приходом немцев. Затем приступили к реконструкции центрального основного объёма, который был освящён 20 июля 1876 года.
При реконструкции храма и появлении новых приделов число священников увеличилось, и общество села выделило им наделы земли для поселения (эта слобода стала называться Поповской).

## Современное состояние
В 1938 году храм был закрыт. Механизм и детали часов были утрачены, интерьеры пострадали, иконы были сожжены во время войны (сам иконостас остался цел). В 1956 году храм был возвращён церкви.

## Духовенство
По данным клировых ведомостей за 1916 г., в то время в при церкви числились:
- Архангельский Михаил Гаврилов, псаломщик
- Боде Николай Львов, церковный староста
- Боженов Феодор Сергеев, священник
- Голубев Василий Иванов, псаломщик
- Ивановский Василий Иванов, священник (р. 1872)
- Ивановский Иван Васильев, заштатный протоиерей
- Лялин Иван Николаев, церковный староста
- Мерцалов Сергей Максимов, псаломщик
- Озерецковский Евгений Павлов, протоиерей (с 1901 по 1925)
- Окунев Димитрий Николаев, церковный староста
- Поляков Евграф Феодоров, диакон

Также в разные годы в церкви служили:
- Дудин Иоанн Васильевич (1958—2002), штатный диакон (1980—1981)
- Желудков Владимир Михайлович (1940—1986), настоятель (с 1970)
- Захаров Василий Дмитриевич (р. 1955), протоиерей, настоятель (с 1996)
- Ковалевский Геннадий Витальевич (1948—2005), митрофорный протоиерей, настоятель (с 1983)
- Кубраковский Василий Иванович (1928—199?), протоиерей, настоятель (с 1964)
- Кудака Димитрий Николаевич (1935—1995), протоиерей, штатный диакон (1979—1981)
- Куприн Виктор Викторович (р. 1954), протоиерей, штатный клирик (с 2002)
- Попов Алексей Николаевич, священник
- Фатеев Ярослав Валериевич, Священник (с 2011 — настоящее время)
- Меркулов Антоний Викторович, Священник (с 2013 — настоящее время)
- Пынько Михаил Федорович (1930—2005), протоиерей, настоятель (1963—1964)
- Фролов Николай Григорьевич (р. 1952), протоиерей, штатный диакон (1978)
- Хланта Михаил Васильевич (1934—2011), протоиерей, второй священник (1977)
- Шкрумко Николай, иеродиакон, диакон (с 1968)

Настоятель в настоящее время — иерей Антоний Меркулов (он же благочинный по Плавску и Плавскому району).

## Адрес
- 301470, г. Плавск, ул. Коммунаров, 48
- Тел.: (48752) 2-18-88